# Raveniola sinensis
Raveniola sinensis är en spindelart som först beskrevs av Zhu och Mao 1983.  Raveniola sinensis ingår i släktet Raveniola och familjen Nemesiidae. Inga underarter finns listade i Catalogue of Life.